# Anomala distanti
Anomala distanti är en skalbaggsart som beskrevs av Gilbert John Arrow 1899. Anomala distanti ingår i släktet Anomala och familjen Rutelidae. Inga underarter finns listade i Catalogue of Life.